# Götz Eberle

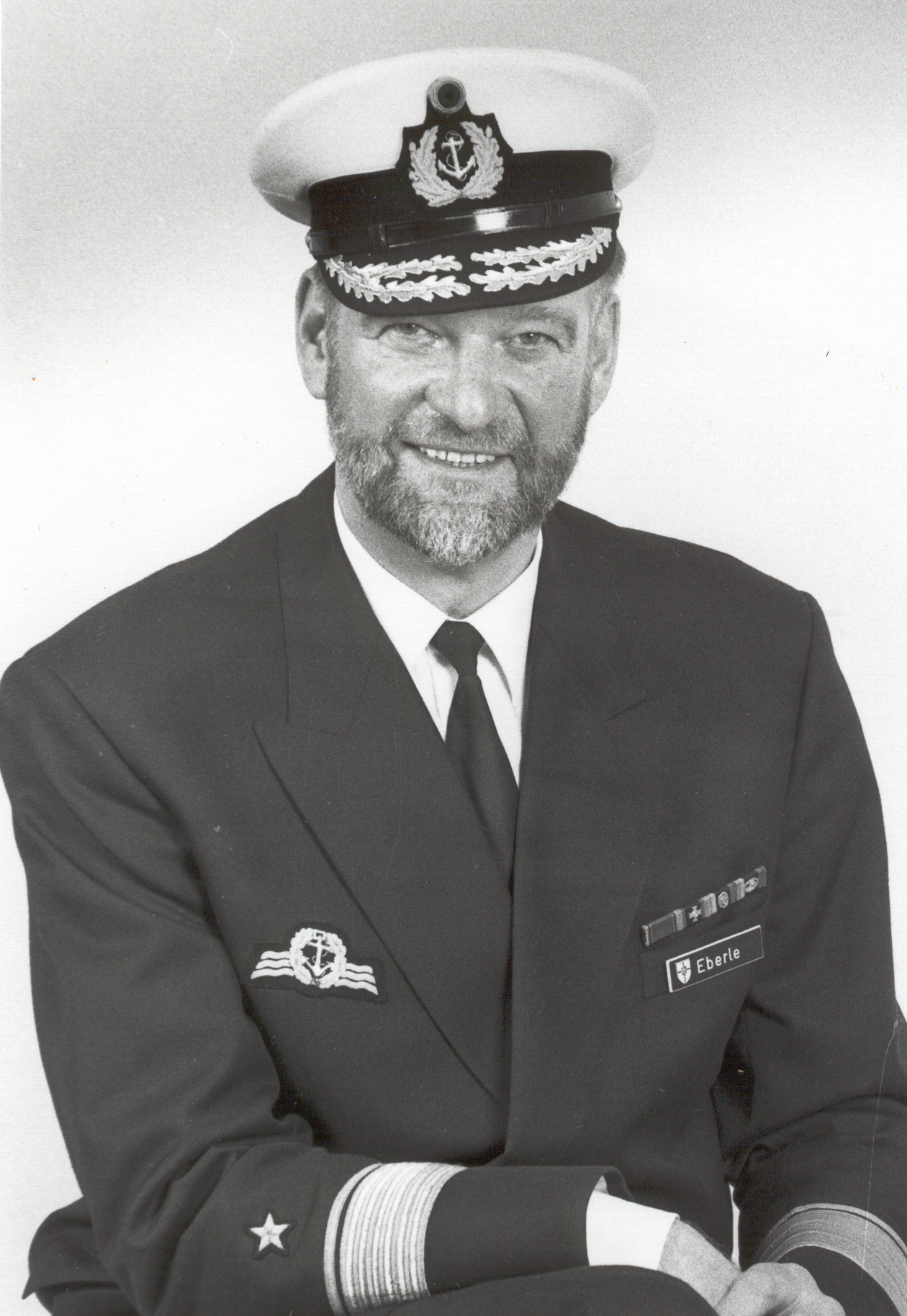
Flottillenadmiral Götz Eberle (1995)

Götz Eberle (* 28. November 1941 in Magdeburg) ist ein ehemaliger deutscher Flottillenadmiral der Marine, der unter anderem zwischen 1995 und 1996 Kommandeur der Marineschule Mürwik sowie zuletzt von 1997 bis 2001 stellvertretender Amtschef des Streitkräfteamtes war.

## Leben
Eberle trat nach dem Abitur als Mitglied der Crew IV/1963 am 1. April 1963 in die Bundesmarine ein und absolvierte zunächst zwischen dem 1. April und dem 30. Juni 1963 seine Grundausbildung im 3. Marineausbildungsbataillon in Glückstadt sowie im Anschluss vom 1. Juli bis zum 30. September 1963 seine praktische Bordausbildung auf dem Segelschulschiff Gorch Fock. Danach absolvierte er zwischen dem 1. Oktober und dem 31. Dezember 1963 eine Ausbildung in Schiffs-, Motoren- und Elektrotechnik an der Technischen Marineschule II in Bremerhaven und gehörte von Januar bis 30. Juni 1964 zu den Teilnehmern der 27. Auslandsausbildungsreise der Schulfregatte Hipper, die nach Italien, Ägypten, Eritrea, Indien, Thailand, Jemen und Malta führte. Daran schloss sich vom 1. Juli 1964 bis zum 30. Juni 1965 seine weitere Ausbildung zum Seeoffizier an der Marineschule Mürwik an. Zu seinen Jahrgangskameraden gehörte der spätere Flottillenadmiral Thomas Kempf.
Nach verschiedenen Verwendung wurde Eberle am 1. Oktober 1971 an Bord der Fregatte Emden versetzt und war dort zunächst Elektrotechnikoffizier (EO) sowie im Anschluss zwischen dem 1. Oktober 1972 und dem 31. März 1975 Schiffstechnischer Offizier (STO). Von Mitte Mai bis Ende Juni 1972 war das Schiff beim FOST (Flag Officer Sea Training) in Portland (Großbritannien). Am 6. Januar 1973 kam es zur Havarie mit dem DDR-Fischtrawler Berlin, die angeschlagene Emden ging zuerst zur Werftüberholung nach Rönne (Bornholm, Dänemark) und anschließend zur endgültigen Reparatur nach Kiel. Bereits Anfang März 1973 begann die Teilnahme an der STANAVFORLANT. Sie führte das Schiff von Flensburg über Portland (Großbritannien), Madeira (Portugal), die Bermudainseln, Norfolk (Virginia, USA), Newport (Rhode Island, USA), Baltimore (Maryland, USA), erneut auf die Bermudainseln, Halifax (Neuschottland), Quebec (Kanada), Charlottetown (Prince-Edward-Island im St.-Lorenz-Golf, Kanada), dann Rückmarsch über Newport (USA), Ponta Delgada (Azoren, Portugal) zurück nach Flensburg, wo sie Anfang Juni nach 95 Tagen und 17.903 Seemeilen wieder einlief. Am 1. April 1974 schied die Emden aus dem Unterstellungsverhältnis des Flottendienstgeschwaders aus und kehrte zurück zum 2. Geleitgeschwader mit Heimathafen Wilhelmshaven. In den folgenden Jahren fand er weitere zahlreiche Verwendungen als Offizier und Stabsoffizier wie zum Beispiel als Inspektionschef Offizierausbildung an der Technischen Marineschule I in Kiel und absolvierte vom 1. Oktober 1977 bis zum 30. Juni 1979 den 19. Admiralstabslehrgang an der Führungsakademie der Bundeswehr in Hamburg.
Am 19. Dezember 1992 wurde Kapitän zur See Eberle Nachfolger von Kapitän zur See Gerhard Krancke als Leiter der Stammdienststelle der Marine (SDM) und verblieb auf diesem Posten bis zum 25. August 1995, woraufhin Kapitän zur See Michael Kämpf seine Nachfolge antrat. Danach übernahm er als Flottillenadmiral am 29. August 1995 von Flottillenadmiral Frank Ropers den Posten als Kommandeur der Marineschule Mürwik. Diese Funktion hatte er bis zum 19. Dezember 1996 inne und wurde dann von Flottillenadmiral Uwe Siegfried Kahre abgelöst. Nachdem Brigadegeneral Winfried Vogel in den Ruhestand getreten war, wurde er am 1. Januar 1997 als dessen Nachfolger stellvertretender Amtschef des Streitkräfteamtes. Ab Oktober 1999 war er Unterabteilungsleiter im BMVg PSZ III. Am 31. Dezember 2001 trat er in den Ruhestand.